# Джада Баллан
Джада Баллан (італ. Giada Ballan, 19 жовтня 1973) — італійська синхронна плавчиня.
Учасниця Олімпійських Ігор 1996, 2000 років.